# Rock and Roll Over
Rock and Roll Over is het vijfde studioalbum van de hardrockband Kiss. Het album verscheen op 11 november 1976 en werd geproduceerd door Eddie Kramer. Het is het eerste album van Kiss waarop geen nummer staat (mede)geschreven door Ace Frehley.
Er zijn twee singles van uitgebracht: Hard Luck Woman en Calling Dr. Love.

## Nummers
1. "I Want You" (Paul Stanley)
2. "Take Me" (Stanley, Sean Delaney)
3. "Calling Dr. Love" (Gene Simmons)
4. "Ladies Room" (Simmons)
5. "Baby Driver" (Peter Criss, Stan Penridge)
6. "Love 'Em and Leave 'Em" (Simmons)
7. "Mr. Speed" (Stanley, Delaney)
8. "See You In Your Dreams" (Simmons)
9. "Hard Luck Woman" (Stanley)
10. "Makin' Love" (Stanley, Delaney)